# يهود العالم العربي

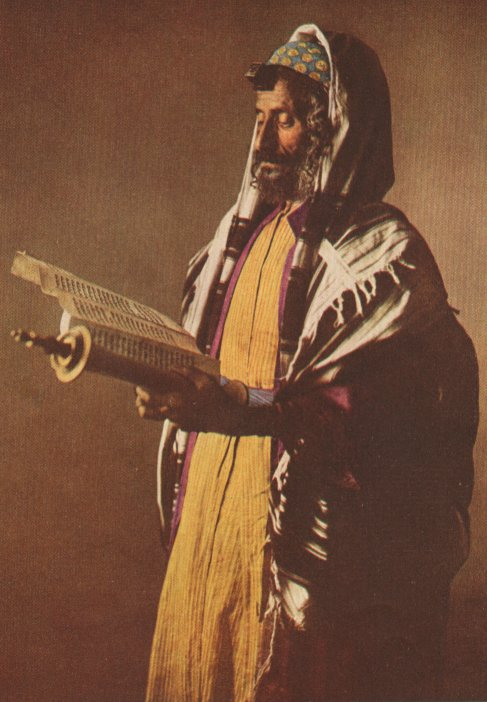
يهودي يمني عام ١٩١٤م.

اليهود العرب يدل على يهود العالم العربي واليهود المنحدرين من أصول عربية.
أصبح هذا المصطلح يستخدم كثيرا في أوائل القرن العشرين، عندما احتوى العالم العربي على ما يقارب المليون يهودي من أصول تسبق الفتوحات العربية الإسلامية للشرق الأوسط، أغلب هذه الفئة من اليهود العرب قد هاجرت إلى إسرائيل وأوروبا الغربية، ونسبة أقل منها هاجرت إلى الولايات المتحدة الأمريكية وأمريكا الجنوبية، وهذه الفئات تتكلم اللغة العربية بطلاقة وبلهجات المناطق التي ينتمون إليها (طالع أيضا لهجة عربية يهودية) بالإضافة إلى اللغة العبرية باعتبارها لغة طقوسية للديانة اليهودية، لقد سعى هؤلاء اليهود وأحفادهم إلى تطبيق الشعائر الدينية، من الفئة المتدينة جدا وحتى الفئة العلمانية.
في الآونة الأخيرة، بعض العلماء - مثل إيلا شوحط عالمة الشرق الأوسط في جامعة نيويورك، دافيد شاشه مدير مركز، وعامئيل القلعي أستاذ في كلية كوينز (جامعة مدينة نيويورك) – قد تم التأكيد على أهمية هويتهم اليهودية العربية.

## النظرة العامة
وفقا لما قاله سليم تماري، فإن مصطلح «اليهود العرب» بصفة عامة يشير إلى فترة تاريخية معينة لليهود الشرقيين (السفرديين والمزراحي) عندما قاموا بمساندة الحركة الوطنية العربية التي ظهرت لتقوم بيتفكيك الإمبراطورية العثمانية، في بداية فترة الإصلاحات الإدارية العثمانية في العام 1839 للميلاد، وكان كل ذلك بسبب اللغة والثقافة المشتركة مع مواطنيهم المسلمين والمسيحيينِ في سوريا الكبرى، العراق.
ديفيد ربيعة، معروف بأنه من اليهود العرب، يتخطى مستوى التعريف العادي بالهوية إلى مستوى أبعد، مشيرا بالتاريخ اليهودي العربي الطويل في أرجاء العالم العربي الذي يقي بعد بزوغ فجر الإسلام في القرن السابع حتى منتصف القرن العشرين. وقد كتب أن اليهود العرب، شأنهم شأن المسلمين العرب والمسيحين العرب، وقد كانوا عرب من الناحية الثقافية لكن مع الالتزامات الدينية اليهودية. وقد قال بأن اليهود العرب يسمون جميع سلالاتهم بأسماء عربية، "حتى كان اليهود العرب مثل العرب من الديانات الأخرى، فقد كانوا فخورين جدا بلغتهم العربية ولهجاتها إضافة إلى الارتباط العاطفي والعميق لجمالها وثراء محتوياتها.
في كتابه، اليهود العرب (2006)، يهوده شنحاڤ، عالم الاجتماع الإسرائيلي، وتتبعت أصول وضع تصور اليهود مزراحيون كيهود عرب، وقد عرض الصهيونية كممارسة أيديولوجية بثلاثة فئات تكافلية وتعايشية: هي «الجنسية»، و«الدين» و«العرق». لكي يتم ضمان الوحدة الوطنية كان عليهم أن يكونوا «مستعربين»، وبناء على كلامه، فإن الدين قد ميز بين العرب واليهود العرب، وكان ذلك بوضع علامات أو تأشير الجنسية بين اليهود العرب.
ولعل أهم الكتب التي صدرت في هذا المجال هي دراسة الدكتور المصري المقيم في ألمانيا عمر كامل. وقد نشرت جريدة الحياة اللندنية عرض يوم 26 سبتمبر 2009 http://www.aljaml.com/node/49989/print استعرضت فيه الكتاب الصادر باللغة الألمانية ومبشره كذلك القارئ بترجمة قريبة للكتاب.

## المصطلح
إن مصطلح «اليهود العرب» يستخدم أحيانا من قبل الصحف والجهات الرسمية في البلدان العربية، لبيان أن الاعتقاد بأن الهوية اليهودية هي مسألة دين وليست انتماء عرقي أو جنسية. أكثر اليهود يختلفون مع هذا، ولذا لا يستعملون هذا التعبير ويعتبرونه مسيء، ولكن بعض النشطاء المزراحي يعرفون أنفسهم بأنهم من فئة «العرب اليهود» حتى وإن لم يولدوا في بلدان عربية، إما لأنهم معروفون على هذا النحو، أو لعمل تقديم ثقافي أو بيان سياسي. مع ملاحظة أن الكثير من الأشخاص البارزون قد قاموا بتبني هذه الهوية مثل سامي شالوم شطريت (Naeim Giladi)، (Ella Habiba Shohat)،(Sami Shalom Chetrit)، وأيضا (David Rabeeya).
إن المقترحون لمصطلح «اليهود العرب» يتحاورون عن أن قضية كلمة «عربي أو عرب» هي مسألة لغوية وثقافية بدلا من التعبير العرقي والديني، وأن اليهود في العالم العربي قد شاركوا بالكامل في هذه الثقافة، على هذا الرأي فإن الفرق الوحيد بينهم هو الإسلام والمسيحية واليهودية كأديان موجودة مع بعضها في دولة، وهذا بدلا من ذكر اليهود منفصلين عن العرب. وهذا ما يطبق بنفس الشكل مع السكان المسيحيين ومثالا على ذلك، لبنان، وحتى سوريا، وهذه هي الفكرة نفسها فجميع الدول السابقة دول عربية ومعظمهم مسلمين، وهي الآن على ماهي عليه منذ الفتح الإسلامي للقادة العرب.
قد كان هناك جدال حوال المصطلح «اليهود العرب» أن بعض الجاليات المشار إليها قد نشأت في فترة السبي البابلي (القرن السادس قبل الميلاد) وهكذا فإن الفتح العربي الإسلامي قدم بألف عام. علاوة على ذلك، في الاستعمالِ الفعليِ في الشماليِ الأفريقي وقُرْب وبلدانِ شرق أوسطيةِ كانوا يتكلمون العربية سواء المسلمين أو المسيحيين، لكن اليهود العرب لم يستعملوها، لأن اليهود كانوا يعتبرون عرق مستقل وأقلبة دينية. لم يسبق أن تحدث شخص ما أبداً عن «اليهود العرب» حتى ارتفاعِ القوميةِ العرقيةِ العلمانيةِ في أوائل القرنِ العشرينِ، عندما سعى كثير من اليهود الاندماج في الهويات الوطنية الجديدة (عراقي، تونسي الخ.) كهروب مِنْ منزلةِ أقليتِهم السابقةِ، تقريبا هذه كانت تفس الطريقة التي بعض اليهود الألمان في القرن التاسع عشر، وفضلوا بأن تكون هويتمهم وانتمائهم كألمان «موسويون» أي ألمان يدينون باليهودية، بدلا من اليهود.
مؤيدو هذا الرأي لا يسعون إلى إنْكار التأثيرِ الثقافيِ العربيِ القويِ على اليهود في تلك البلدانِ. في شمال أفريقيا، وتحدث بعض اليهود (Judeo-Arabic) بينما تَكلّمَ الآخرين الفرنسية، وفي بَعْض المناطقِ هناك ما زال اليهود يرتدون ملابس عربية مثل العرب تماما، حجّتهم أن «العروبةِ» تشير إلى شيء أكثر مِنْ الثقافة المشتركة فقط ولذا يمكن للمرء أن يتحدث عن اليهود «المستُعَرَّبينِ»، أَو «يهود البلدانِ العربيةِ»، ولكن ليس «اليهود العرب».
وهناك وجهة نظر ثالثة تؤكد شرعية مصطلح «اليهود العرب»، لكن يَجِبُ أَنْ يَصفَ الجالياتَ اليهوديةَ فقط بلاد العرب، مثل قبيلة بني قينقاع وهي إحدى العوائل العربية اليهودية في زمن الرسول محمد صلى الله عليه وسلم، ومن المحتمل أنهم من يهود اليمن، (طالع أيضا القبائل العربية اليهودية)، وهذا ما نبع من وجهة النظر العربية بأنهم عرب الهوية جغرافيا باستثناء مسألة الأعراق أو اللغات.
عن الثقافة العربية لليهود العرب في العصر الحديث، وخاصة عن الأدب العربي ليهود العراق، كتب رؤوبين سنير وهو باحث إسرائيلي يهودي من أصل عراقي، أستاذ الأدب العربي في جامعة حيفا.

## يهود عرب بارزون
- إسحاق مزراحي، مصمم أزياء وممثل أمريكي
- أرييلا أزولاي، مؤلفة، وقيّمة فنية، ومخرجة أفلام، ومنظرة في التصوير الفوتوغرافي والثقافة البصرية.
- إيلا حبيبة شوحط، التي تنتقد جوانب من الصهيونية وتستخدم المصطلح في مقابل تصنيف المؤسسة الصهيونية لليهود على أنهم إما أشكناز أو مزراحي؛ تعتقد أن اليهود العرب تعرضوا للقمع كما تعرض له العرب غير اليهود.[2][3]
- جوزيف نقاش
- أفي شلايم، مؤرخ إسرائيلي-بريطاني.[4]
- أندريه أزولاي، مستشار الملك المغربي محمد السادس.[5]
- إيلان هاليفي يهودي فلسطيني.
- راشيل شابي، صحفية وكاتبة انتقدت وصم الثقافة العربية اليهودية في إسرائيل.
- شاؤول ساسون، مهندس عراقي في حكومة صدام حسين
- ناجي سلمان صالح، ممثل يهود العراق السابق لدى صدام حسين

## أنظر أيضًا
- الرابطة اليهودية المناهضة للصهيونية
- عصبة مكافحة الصهيونية في العراق

## مزيد من القراءة
Goitein, S. D. (1999). A Mediterranean Society: The Jewish Communities of the Arab World as Portrayed in the Documents of the Cairo Geniza, Vol. I: Economic Foundations [مجتمع متوسطي: المجتمعات اليهودية في العالم العربي كما وصفتها وثائق جنيزا القاهرة (المجلد الأول): الأسس الاقتصادية] (بالإنجليزية) (المنقحة المصورة ed.). University of California Press. Vol. المجلد الأول. ISBN:0520221583. Archived from the original on 2017-10-14.